# Лонгисквама
Лонгисква́ма, или длинночешуйник необыкновенный (лат. Longisquama insignis), — ископаемая ранняя рептилия, обитавшая в триасовом периоде на территории современной Средней Азии. Единственный известный представитель рода Longisquama. Вид был описан в 1970 году советским палеонтологом Александром Шаровым на основе частичного скелета, обнаруженного им в Ферганской долине на территории современного Кыргызстана в урочище Мадыген (мадыгенская свита). Семейство и отряд не определён. Отличается от всех других известных ископаемых диапсид наличием длинных пероподобных придатков вдоль спины. Они расцениваются различными учёными либо как модифицированные чешуи, либо как «нептичьи» перья со слитыми бородками. Предназначение и расположение чешуйчатых спинных придатков также остаётся спорным — по наиболее распространённой в настоящее время теории, они располагались вдоль спины, обладали аэродинамической функцией и использовались животным для пассивного полёта. По мнению других исследователей, чешуи использовались для регуляции теплообмена или в социальном поведении животных. Лонгисквама, вероятно, вела преимущественно древесный образ жизни и питалась насекомыми. Систематическое положение лонгисквамы остаётся до конца не выясненным, поскольку плохая сохранность ископаемых остатков затрудняет детальный остеологический анализ окаменелости, что, в свою очередь, приводит к расхождениям в интерпретации целого ряда признаков различными исследователями.

## История открытия
В конце 1960-х годов экспедицией Палеонтологического института Академии наук СССР на протяжении нескольких лет проводились палеонтологические раскопки в отрогах Туркестанского хребта. Одним из мест проведения экспедиции было урочище Мадыген (мадыгенская свита) в Ферганской долине на территории современного Кыргызстана, представленное флювиальными формами рельефа. Здесь, на высоте около тысячи метров над уровнем моря, находится окружённая горными склонами котловина Джяйлоучо. Северный борт котловины сложен слоистыми глинами и песчаниками, толщина которых достигает 500 м. Они являются окаменевшими осадочными породами древней реки, протекавшей здесь около 230 миллионов лет назад, в триасовом периоде. В светлом глинистом слое экспедицией были найдены многочисленные окаменелости растений (преимущественно макрофитов — крупных многоклеточных водорослей), насекомых, ракообразных, моллюсков и костных рыб (в том числе двоякодышащих); значительно реже встречались окаменелости небольших рептилий (например, шаровиптерикс).
В 1969 году при одном из сборов ископаемых насекомых в этих глинистых отложениях советским палеонтологом Александром Шаровым (1922—1973) случайно был найден неполный скелет небольшой рептилии, вместе с которым сохранились отпечатки чешуйчатого покрова её тела и конечностей. Несмотря на тот факт, что кости черепа были смяты и раздроблены, на окаменелости было возможно различить детали строения черепа.
Родовое название происходит от латинских слов лат. longus (длинный) и лат. squama (чешуя), а видовое insignis означает «необыкновенный». Сам первооткрыватель вида Александр Шаров переводил название животного как длинночешуйник необыкновенный.

## Окаменелости
Голотип: PIN 2584/4. Представляет собой неполный скелет и отпечаток покровов. Киргизская ССР, Ошская область, Лейлекский район (в первоописании вида район назван Ляйлякским. В настоящее время район входит в состав Баткенской области, отделённой от Ошской в 1999 году), урочище Мадыген, местонахождение Джяйлоучо. Первоначально находка была датирована как нижний триас, мадыгенская свита, верхняя толща. В настоящее время окаменелость датируется ладинским ярусом среднего отдела триасового периода. Окаменелость представляет собой переднюю часть скелета с черепом и отчётливыми отпечатками удлинённых и накладывающихся друг на друга чешуйчатых придатков.
Кроме голотипа, в том же местонахождении этой же экспедицией были найдены отдельные отпечатки одиночных и сгруппированных вместе спинных придатков — паратипы PIN 2584/5 — 2584/7, 2584/9. Образец PIN 2584/9 включает отпечатки шести цельных придатков, расположенных рядом друг с другом; PIN 2584/6 — отпечатки двух длинных изогнутых придатков; PIN 2585/5 и 2585/7 — отпечаток только одного придатка. Сейчас окаменелости находятся в коллекции Палеонтологического института РАН в Москве и экспонируются в Палеонтологическом музее им. Ю. А. Орлова.
Во время раскопок экспедиции Фрайбергской горной академии в урочище Мадыген в 2007 году было найдено ещё три отпечатка придатков — образцы FG 596/V/1, FG 596/V/2, FG 596/V/3. Образец FG 596/V/1 является единственным экземпляром придатка, который сохранился целиком на всём протяжении — его длина составляет 28,9 см, что превышает размер других известных фрагментов.

## Описание
Лонгисквама — мелкая рептилия с длиной туловища не более 50 мм. Череп в своём основании высокий, с двумя буграми в затылочной области. Глазницы крупные, склеротикальное кольцо широкое. Зубы акродонтного типа, мелкие (высота 0,5—0,8 мм), конической формы. В верхней челюсти 12—13, в нижней — 16—17 пар зубов. Шейных позвонков насчитывает не более семи. Шейные рёбра отсутствуют.
Ключицы изогнуты дугообразно. Шаров описал их как сросшиеся внутренними концами, наподобие вилочковой кости птиц. Однако, современные исследования образца с достоверностью так и не установили, являются ли они отдельными ключицами (Анвин и Бентон) или истинной, но повреждённой вилочковой костью. Межключица является хорошо развитой. Лопатки длинные и узкие, несколько расширенные на концах. Лучевая и локтевая кости равны по толщине и почти одинаковы по форме. Плечо несколько длиннее предплечья. Кисть длинная, её длина равна длине предплечья. Пястные кости I—IV пальцев равны по своей длине, пястная кость V пальца в два раза короче их. I, II и IV фаланги IV пальца также равны по длине, при этом III фаланга в 1,5 раза короче их. Длина: ключицы — 7,5 мм, лопатки — 12 мм, коракоида — 5 мм, межключицы — 9 мм, плечевой кости — 13 мм, предплечья — 11 мм, запястья — 2,5 мм, I—IV пястных костей — 4 мм, IV пальца — 13 мм, V пальца — 7 мм; высота туловищных позвонков — 3,5 мм.
Брюшных рёбер нет. Кости не пневматизированы, лишены воздушных полостей. Тело лонгисквамы покрыто удлинёнными, перекрывающими друг друга чешуйками. На передних конечностях чешуйки образуют сзади оторочку. Чешуйки, непосредственно покрывающие тело лонгисквамы, в пять—семь раз длиннее своей ширины и имеют продольный гребень. Задняя половина туловища и хвост не сохранились, из-за чего невозможно что-либо сказать о строении заднего пояса конечностей и общей длине тела. Все реконструкции этих частей тела являются гипотетическими.

### Интерпретации спорных признаков
Плохая сохранность костей затрудняет детальный остеологический анализ окаменелости, что приводит к расхождениям в интерпретации целого ряда признаков различными исследователями. В первоописании вида Шаров отметил наличие на черепе лонгисквамы явной особенности архозавров (которая наблюдается также у динозавров и крокодилов) — предглазничного окна (antorbital fenestrae), специфического отверстия в черепе, располагающегося между глазницей и носовым отверстием. Данное окно, в свою очередь, состоит из трёх нисходящих отверстий. Однако подтверждение его наличия у лонгисквамы затрудняется всё теми же повреждениями окаменелости. Сентер (2003) пришёл к заключению, что структура, принятая Шаровым за предглазничное окно, на самом деле образована разломами черепа. Данное заключение было также поддержано Прумом. Дэвид Питерс (2000) и Ларри Мартин (2004) не согласны с такими выводами и полагают, что в черепе лонгисквамы, помимо предглазничного, также имелись верхнечелюстное и нижнечелюстное окна. Схожим образом, в изначальном описании фигурировало наружное нижнечелюстное окно, однако все позднейшие авторы, включая Питерса, Мартина и Сентера, согласны с тем, что эта деталь связана не с анатомическими особенностями, а с повреждениями черепа голотипа. Тип зубной системы был описан Шаровым как акродонтальный — характеризующийся неподвижной фиксацией зубов напрямую по верхнему краю челюстей. Ларри Мартин же считает его текодонтным типом, который подразумевает образование корней зубов, вокруг которых сформировались опорные удерживающие структуры, объединённые понятием пародонт. В более поздней статье 2008 года Мартин утверждает, что нижняя челюсть лонгисквамы была разделена между плитками окаменелости и Шаров интерпретировал в качестве коронок зубов целые зубы с расширенными основаниями. В любом случае корни были бы слишком короткими для зубной системы текодонтного типа, хотя они могли бы быть субтекодонтного типа, при котором зубы находятся в неглубоких альвеолах и расположены в единой борозде. Заднедорсальная часть черепа, значительно расширяющаяся за глазницей, была описана Шаровым как имеющая два бугорка и интерпретировалась как теменной гребень Питерсом и Сентером. Ларри Мартин полагает, что это лишь часть крыши черепа, которая стала расчленённой. Ключицы были описаны Шаровым как сросшиеся, хотя шов между ними был проиллюстрирован. Сентер и Мартин соглашаются, что они слиты и формируют вилочковую кость. Питерс полагает, что они просто перекрывают друг друга на окаменелости, а Анвин и Бентон считают, что они не срастаются.

### Спинные придатки и их интерпретация
Вдоль спины животного располагаются очень длинные придатки своеобразной формы (описываемой некоторыми авторами, как форма хоккейной клюшки). Сам Шаров охарактеризовал их как видоизменённые чешуи. Голотип имеет семь спинных придатков, характеризующихся сложным строением. Их длина составляет от 10—12 см у голотипа, что в два-три раза превышает длину головы и туловища вместе взятых, до 28,9 см у паратипа FG 596/V/1. Каждый из них образован двумя сильно удлинёнными «чешуями», соединёнными по переднему краю, а на конце также по заднему краю и середине. Концы придатков являются расширенными и слегка загнутыми назад.
Каждая «чешуйка» придатка от своего основания до начала дистального расширения подразделена на три полоски, задняя из которых постепенно сужается и выклинивается. Средняя полоска, слабо выпуклая, имеет вздутия в форме чёток, внешне напоминающие вздутия душки в очине перьев птиц. Данные вздутия имеются до участка, где происходит выклинивание задней полоски, и являются ороговевшими остатками сосочка, питавшего растущую чешую.
Спинные придатки расцениваются различными учёными либо как модифицированные чешуи, либо как «нептичьи» перья со слитыми бородками.
Особо скептические палеонтологи даже склонны были считать, что эти структуры вообще не были частью тела лонгисквамы, а представляют собой фрагменты растений, которые сохранились вместе с рептилией и были неверно истолкованы. В свой работе Бухвиц и Фогт делают вывод, что чешуеобразные придатки лонгисквамы не являются растительными остатками, так как все они, за исключением последнего на голотипе PIN 2584/4, имеют повторяющееся через одинаковые промежутки упорядоченное строение и сохранились не в виде углеродной плёнки — обычного способа сохранения растений в Мадыгенской свите. Единственное растение из Мадыгена, обладающее сходством с придатками лонгисквамы, — древовидный плаун Mesenteriophyllum kotschnevii (семейство Плевромеевые). На поверхности его листьев имеются поперечные складки. Наиболее крупные листья достигают 14 см в длину и 2,5 см в ширину. Единственная средняя жилка достигает ширины 3—5 мм. Края листьев характеризуются изменчивым контуром, в основном волнистым и местами слегка зазубренным. Некоторые известные экземпляры имеют регулярные, равномерно разделённые складки, перпендикулярно расположенные к средней жилке на расстоянии около 1 мм друг от друга и почти достигающие средней жилки. Однако листья M. kotschnevii не имеют отличительной формы хоккейной клюшки.
В 1999 году в Канзасском университете (США) группа американских палеонтологов и зоологов (Дж. Рубен, Ларри Мартин, Алан Федучча и др.) совместно с российскими палеонтологами Е. Н. Курочкиным и В. Алифановым, используя современную на тот момент оптику, а также возможности цифровой фотосъёмки, предприняли попытку изучить морфологические структуры лонгисквамы. Авторами исследования ожидалось, что эта рептилия сможет подтвердить гипотезу, предполагающую происхождение птиц от нединозавровых архозавров. Итогом работы стала публикация, в которой авторы указывали, что спинные придатки лонгисквамы имеют опахало и полый осевой стержень, базальная часть которого сужена и закруглена. Таким образом, по их мнению, данные признаки указывали на сходство спинного придатка с пером, формирование которого, в отличие от чешуи, происходит из погружённого участка кожи — фолликулярного сосочка.
Эксперт по развитию перьев Ричард Прум, а также Рейс и Зюс оценивают эти структуры как анатомически сильно отличающиеся от перьев и считают, что они являются удлинёнными лентообразными чешуями.
Придатки лонгисквамы обладают несколькими анатомическими признаками, которые не отмечены для удлинённых чешуй рептилий, но напоминают птичьи перья и их стадии развития: проксимально-дистальная дифференциация с одним основным морфологическим переходом; отличающиеся внутренние и внешние структуры; сложное внутреннее строение с объёмными камерами и разветвлённый каркас в дистальном сечении; соотношение длины и ширины в проксимальной части до 50 % (образец FG 596/V/1). Таким образом, Фогт интерпретировал особенности развития придатка по аналогии с современными представлениями о возникновении и развитии перьев: их рост был однонаправленным, требующим чётко определённой зоны клеточной пролиферации. Придатки лонгисквамы развивались от многослойного эпидермального зачатка, дифференциация которого определяла формирование их сложной структуры. Переход от дистального к проксимальному участку свидетельствует о последовательности отдельных фаз развития, аналогичных переходу от очина к опахалу пера. Кроме того, глубокая фиксация и вероятный трубчатый характер проксимальной части, также описанный рядом исследователей, могут свидетельствовать о развитии придатков из цилиндрической эпидермальной инвагинации, то есть фолликула. Таким образом, данные выросты обладают строением, аналогичным дорсальным чешуям современных игуан.
Отдельные исследователи указывают, что выросты лонгисквамы морфологически весьма сходны с трёхлопастными опахалами на стержне (овальной формы в поперечной проекции) структуры Praeornis sharovi, обитавшего на рубеже среднего и позднего юрского периода на территории современного Казахстана.
В морфогенезе настоящего пера присутствуют такие специфические процессы, как перемещение зоны роста с апикального конца кожного выроста вниз на боковые стороны фолликула, локализация нескольких популяций стволовых клеток, разветвление опахала не путём нарастания клеток (как у рептилий), а посредством апоптоза — регулируемого процесса программируемой гибели клеток краевых частей пластин.
Предназначение и расположение длинных чешуйчатых спинных придатков также остаётся спорным, так как неизвестно, в каком положении — в горизонтальном или вертикальном, в один или два ряда — они располагались у животного. Неизвестно также, были ли они подвижными. Наиболее распространённая в настоящее время теория была впервые высказана первооткрывателем Шаровым, а впоследствии принята и адаптирована другими исследователями. Согласно ей, спинные выросты обладали аэродинамической функцией и использовались животным для пассивного полёта. По его мнению, располагаясь в один ряд по бокам тела или на спине, они функционировали как парашют, позволяя рептилии совершать планирующий полёт. На эту гипотезу Шарова натолкнуло наличие схожих по его мнению анатомических черт у лонгисквамы и птиц: описанное им предорбитальное окно и сросшиеся ключицы — признаки, которые ожидались у вероятных предков птиц.
В 1987 году Хартмут Хоболд и Эрик Буффето (Haubold & Buffetaut) предположили, что необычные отростки располагались попарно по бокам тела лонгисквамы, образуя «складные крылья», были подвижны и в разложенном состоянии позволяли животному совершать пассивное планирование аналогично современным ящерицам из рода летучие драконы (Draco) либо ископаемому кюнеозавру, Xianglong zhaoi, Mecistotrachelos apeoros и целурозавраву.
В начале 2010-х годов Джонс и его коллеги установили, что выросты располагались на спине, а не по бокам тела, а годом позже они же интерпретировали их как два парных ряда структур, анатомически очень схожих с перьями и располагавшихся в положении, подобном перьям спинных птерилий у птиц.
Согласно Анвину и Бентону, выросты представляют собой единый непарный ряд на спине животного, изменяющийся в размерах от большего к меньшему по направлению к хвосту и располагающийся вдоль средней линии тела.
Некоторые исследователи считают сомнительным предположение о том, что спинные придатки каким-либо образом были связаны с полётом. В их число входят Фогт с коллегами, которые отвергают эту гипотезу по нескольким причинам. Так, голотип имеет только один известный ряд придатков, а любая информация о их посмертных изгибах или утрате их второго ряда отсутствует. Помимо этого, у планирующих рептилий, таких как целурозаврав, шаровиптерикс, кюнеозавр и современные летучие драконы, мембраны крыла располагаются близко к телу и поддерживаются конечностями, истинными либо ложными рёбрами. У лонгисквамы же, в случае расположения придатков в два ряда, при парящем полёте непрерывный аэродинамический профиль создавался бы только на дистальной части отростков, где их расширенные части могли частично перекрывать друг друга. При увеличении подъёмной силы, создаваемой далеко от центра масс, напряжение на основании отростков было бы настолько высоким, что максимизировало риск их структурного повреждения (особенно в случае их подвижного сочленения с телом, как предполагает реконструкция Хоболда и Буффето).
По мнению ряда учёных, чешуи могли использоваться для регуляции теплообмена или в социальном поведении животных. Так, по мнению Фогта и коллег, лонгисквама, имея один ряд придатков на спине, могла поднимать и складывать их в сагиттальной плоскости наподобие веера, например, с целью защитной мимикрии либо привлечения самок в брачный период и для устрашения других самцов (в настоящее время схожим образом, раздувая и складывая ярко окрашенный горловой мешок, поступают самцы целого ряда ящериц). При этом большую часть времени придатки, видимо, располагались в сложенном горизонтальном положении, а их движения должны были обеспечиваться системой продольных мышц, прикрепляющихся к глубоко расположенным фолликулам.

## Палеобиология
Лонгисквама, вероятно, была арбореальным (ведущим преимущественно древесный образ жизни) видом. По мнению Шарова, об этом свидетельствуют относительно короткое плечо и предплечье в совокупности с длинной кистью, а сросшиеся ключицы говорят о больших нагрузках, испытываемых передними конечностями. Некоторые исследователи, также отвергающие идею об использовании спинных придатков для планирующего полёта, сомневаются в древесном образе жизни лонгисквамы. Свою позицию они основывают на том факте, что задние конечности и хвост рептилии не сохранились, соответственно их положение остаётся неизвестным.
Питалась насекомыми, о чём можно судить по мелким однотипным конусовидным зубам.

## Палеоэкология
Ископаемые остатки лонгисквамы были найдены в урочище Мадыген, которое датируется триасовым периодом. Мадыген представлял собой межгорную речную пойму с минерализованными озёрами, старицами и эфемерными водоёмами в периоды разлива. Климат был сезонным аридным. Вероятно, озёра были низкопродуктивными, с малой концентрацией кислорода в воде, благодаря чему на их дне складывались специфические условия, которые препятствовали быстрому разложению мёртвых организмов. В большинстве местонахождений водная фауна, дышащая через жабры, встречается редко (кроме рыб найдены остракоды, десятиногие ракообразные, двустворчатые моллюски и мшанки). Наиболее часто встречающимися жабродышащими организмами были листоногие ракообразные, населявшие временные лужи и мелководные пруды. Особенностью Мадыгена было наличие плавающих печёночников, вероятно, образовывавших на мелководьях у берегов своеобразные плавучие «маты», на которых обитали различные беспозвоночные. На основании многочисленных находок акульих зубов в Мадыгене была выдвинута гипотеза, что взрослые акулы приплывали из более глубоких вод (или из других водоёмов) на нерест на мелководья большого озера либо впадающих в него рек. Здесь они прикрепляли свои яйца к водной растительности. Появляющиеся молодые акулы какое-то время обитали на литорали, питаясь моллюсками и другой мелкой добычей. Пустые яйцевые капсулы смывались и захоранивались в низкопродуктивных зонах водоёма.
Среди наземных позвоночных, известных из Мадыгена, можно отметить цинодонта Madysaurus sharovi и планирующую рептилию из отряда Prolacertiformes — шаровиптерикса (Sharovipteryx).

## Систематика и филогения
Систематическое положение остаётся до конца не выясненным.
Сам Александр Григорьевич Шаров первоначально описал вид, согласно существующей на то время систематике, как представителя отряда псевдозухий (Pseudosuchia) на основании двух частично сохранившихся височных окон, а также небольшого предглазничного окна и окна в задней части нижней челюсти. В настоящее время псевдозухии рассматриваются в ранге одной из двух основных дочерних клад архозавров. В первоописании Шаров отметил, что лонгисквама, вероятно, была довольно близка к ещё не известным (на тот момент) псевдозухиям, от которых произошли птицы. Таким образом, он относил лонгискваму к ветви архозавров, родственно связанной с птицами. К такому выводу он пришёл после изучения особенностей строения ископаемых остатков — наличия предглазничного окна (antorbital fenestrae), нижнечелюстного окна, ключиц, сросшихся наподобие вилочковой кости птиц, и строения спинных придатков, которое, по его мнению, не противоречило ожидаемому у предков птиц (предполагаемых на то время).
В 2001 году Ричард Прам и Терри Джонс с соавторами в своей работе поддержали отнесение лонгисквамы к архозаврам на основании предглазничных отверстий, одно из которых расположено в передней части глазницы черепа. По их мнению, совпадения в строении придатков тела и птичьих перьев, а также ключиц и вилочки свидетельствуют о том, что среди архозавров прослеживается родство лонгисквамы с птицами.
В последнее время большинство исследователей более осторожны в своих выводах о систематическом положении и указывают вид просто как представителя диапсид.
Вопрос систематического положения вида особенно трудно разрешить, поскольку голотип получил только короткое первоописание с плохими иллюстрациями и не был остеологически описан. Попытку исправить положение предпринял Питерс, повторно описав голотип в 2000 году. При этом несколько описанных признаков являются спорными. Сентер и Питерс были единственными авторами, которые включили таксон в филогенетический анализ.
Предполагаемое систематическое положение лонгисквамы по версии Дэвида Питерса:
|                | Tanystropheus |
|                | |
|                | Langobardisaurus |
|                | |
| Fenestrasauria | \| \| Cosesaurus \| \| \| \| \| \| Longisquama \| \| \| \| \| \| Sharovipteryx \| \| \| \| \| \| Pterosauria \| \| \| \| |
|                | \| \| Cosesaurus \| \| \| \| \| \| Longisquama \| \| \| \| \| \| Sharovipteryx \| \| \| \| \| \| Pterosauria \| \| \| \| |
|                | Cosesaurus |
|                | |
|                | Longisquama |
|                | |
|                | Sharovipteryx |
|                | |
|                | Pterosauria |
|                | |

|  | Cosesaurus    |
|  |               |
|  | Longisquama   |
|  |               |
|  | Sharovipteryx |
|  |               |
|  | Pterosauria   |
|  |               |

|                | Tanystropheus |
|                | |
|                | Langobardisaurus |
|                | |
| Fenestrasauria | \| \| Cosesaurus \| \| \| \| \| \| Longisquama \| \| \| \| \| \| Sharovipteryx \| \| \| \| \| \| Pterosauria \| \| \| \| |
|                | \| \| Cosesaurus \| \| \| \| \| \| Longisquama \| \| \| \| \| \| Sharovipteryx \| \| \| \| \| \| Pterosauria \| \| \| \| |
|                | Cosesaurus |
|                | |
|                | Longisquama |
|                | |
|                | Sharovipteryx |
|                | |
|                | Pterosauria |
|                | |

|  | Cosesaurus    |
|  |               |
|  | Longisquama   |
|  |               |
|  | Sharovipteryx |
|  |               |
|  | Pterosauria   |
|  |               |

|                | Tanystropheus |
|                | |
|                | Langobardisaurus |
|                | |
| Fenestrasauria | \| \| Cosesaurus \| \| \| \| \| \| Longisquama \| \| \| \| \| \| Sharovipteryx \| \| \| \| \| \| Pterosauria \| \| \| \| |
|                | \| \| Cosesaurus \| \| \| \| \| \| Longisquama \| \| \| \| \| \| Sharovipteryx \| \| \| \| \| \| Pterosauria \| \| \| \| |
|                | Cosesaurus |
|                | |
|                | Longisquama |
|                | |
|                | Sharovipteryx |
|                | |
|                | Pterosauria |
|                | |

|  | Cosesaurus    |
|  |               |
|  | Longisquama   |
|  |               |
|  | Sharovipteryx |
|  |               |
|  | Pterosauria   |
|  |               |

|                | Tanystropheus |
|                | |
|                | Langobardisaurus |
|                | |
| Fenestrasauria | \| \| Cosesaurus \| \| \| \| \| \| Longisquama \| \| \| \| \| \| Sharovipteryx \| \| \| \| \| \| Pterosauria \| \| \| \| |
|                | \| \| Cosesaurus \| \| \| \| \| \| Longisquama \| \| \| \| \| \| Sharovipteryx \| \| \| \| \| \| Pterosauria \| \| \| \| |
|                | Cosesaurus |
|                | |
|                | Longisquama |
|                | |
|                | Sharovipteryx |
|                | |
|                | Pterosauria |
|                | |

|  | Cosesaurus    |
|  |               |
|  | Longisquama   |
|  |               |
|  | Sharovipteryx |
|  |               |
|  | Pterosauria   |
|  |               |

|                | Tanystropheus |
|                | |
|                | Langobardisaurus |
|                | |
| Fenestrasauria | \| \| Cosesaurus \| \| \| \| \| \| Longisquama \| \| \| \| \| \| Sharovipteryx \| \| \| \| \| \| Pterosauria \| \| \| \| |
|                | \| \| Cosesaurus \| \| \| \| \| \| Longisquama \| \| \| \| \| \| Sharovipteryx \| \| \| \| \| \| Pterosauria \| \| \| \| |
|                | Cosesaurus |
|                | |
|                | Longisquama |
|                | |
|                | Sharovipteryx |
|                | |
|                | Pterosauria |
|                | |

|  | Cosesaurus    |
|  |               |
|  | Longisquama   |
|  |               |
|  | Sharovipteryx |
|  |               |
|  | Pterosauria   |
|  |               |

|                | Tanystropheus |
|                | |
|                | Langobardisaurus |
|                | |
| Fenestrasauria | \| \| Cosesaurus \| \| \| \| \| \| Longisquama \| \| \| \| \| \| Sharovipteryx \| \| \| \| \| \| Pterosauria \| \| \| \| |
|                | \| \| Cosesaurus \| \| \| \| \| \| Longisquama \| \| \| \| \| \| Sharovipteryx \| \| \| \| \| \| Pterosauria \| \| \| \| |
|                | Cosesaurus |
|                | |
|                | Longisquama |
|                | |
|                | Sharovipteryx |
|                | |
|                | Pterosauria |
|                | |

|  | Cosesaurus    |
|  |               |
|  | Longisquama   |
|  |               |
|  | Sharovipteryx |
|  |               |
|  | Pterosauria   |
|  |               |

|                | Tanystropheus |
|                | |
|                | Langobardisaurus |
|                | |
| Fenestrasauria | \| \| Cosesaurus \| \| \| \| \| \| Longisquama \| \| \| \| \| \| Sharovipteryx \| \| \| \| \| \| Pterosauria \| \| \| \| |
|                | \| \| Cosesaurus \| \| \| \| \| \| Longisquama \| \| \| \| \| \| Sharovipteryx \| \| \| \| \| \| Pterosauria \| \| \| \| |
|                | Cosesaurus |
|                | |
|                | Longisquama |
|                | |
|                | Sharovipteryx |
|                | |
|                | Pterosauria |
|                | |

|  | Cosesaurus    |
|  |               |
|  | Longisquama   |
|  |               |
|  | Sharovipteryx |
|  |               |
|  | Pterosauria   |
|  |               |

|                | Tanystropheus |
|                | |
|                | Langobardisaurus |
|                | |
| Fenestrasauria | \| \| Cosesaurus \| \| \| \| \| \| Longisquama \| \| \| \| \| \| Sharovipteryx \| \| \| \| \| \| Pterosauria \| \| \| \| |
|                | \| \| Cosesaurus \| \| \| \| \| \| Longisquama \| \| \| \| \| \| Sharovipteryx \| \| \| \| \| \| Pterosauria \| \| \| \| |
|                | Cosesaurus |
|                | |
|                | Longisquama |
|                | |
|                | Sharovipteryx |
|                | |
|                | Pterosauria |
|                | |

|  | Cosesaurus    |
|  |               |
|  | Longisquama   |
|  |               |
|  | Sharovipteryx |
|  |               |
|  | Pterosauria   |
|  |               |

Анвин и Бентон считают, что некоторые окна черепа лонгисквамы могут быть просто повреждениями ископаемых остатков. Они согласны с Шаровым, что у лонгисквамы имеются акродонтальные зубы и межключицы, но не считают ключицы сросшимися. Подобные анатомические особенности более характерны для представителей группы Lepidosauromorpha. В таком случае лонгисквама не является архозавром и, следовательно, не является тесно связанной с птицами.
В связи со сложным систематическим положением лонгисквамы, которую трудно отнести к какой-либо одной из известных групп, в 2004 году на основании кладистического анализа Фил Сентер предложил ввести в составе подкласса диапсид самостоятельный полифилетический таксон Avicephala, в который им также был включён планирующий базальный диапсид целурозаврав (Coelurosauravus). Упрощённая схема систематики, предложенной Сентером, отображена на кладограмме ниже:
|  | Longisquama     |
|  |                 |
|  | Coelurosauravus |
|  |                 |

|  | Drepanosaurus   |
|  |                 |
|  | Megalancosaurus |
|  |                 |

|  | Longisquama     |
|  |                 |
|  | Coelurosauravus |
|  |                 |

|  | Drepanosaurus   |
|  |                 |
|  | Megalancosaurus |
|  |                 |

|  | Longisquama     |
|  |                 |
|  | Coelurosauravus |
|  |                 |

|  | Drepanosaurus   |
|  |                 |
|  | Megalancosaurus |
|  |                 |

|  | Longisquama     |
|  |                 |
|  | Coelurosauravus |
|  |                 |

|  | Drepanosaurus   |
|  |                 |
|  | Megalancosaurus |
|  |                 |

|  | Longisquama     |
|  |                 |
|  | Coelurosauravus |
|  |                 |

|  | Drepanosaurus   |
|  |                 |
|  | Megalancosaurus |
|  |                 |

|  | Longisquama     |
|  |                 |
|  | Coelurosauravus |
|  |                 |

|  | Drepanosaurus   |
|  |                 |
|  | Megalancosaurus |
|  |                 |

|  | Longisquama     |
|  |                 |
|  | Coelurosauravus |
|  |                 |

|  | Drepanosaurus   |
|  |                 |
|  | Megalancosaurus |
|  |                 |

|  | Longisquama     |
|  |                 |
|  | Coelurosauravus |
|  |                 |

|  | Drepanosaurus   |
|  |                 |
|  | Megalancosaurus |
|  |                 |

### Динозавр
В начале 1990-х годов американский палеонтолог-любитель Джордж Ольшевски выдвинул теорию, что лонгискама может являться базальным тероподом — представителем подотряда ящеротазовых динозавров (в его таксономии — базитероподный тероподоморф — «basitheropod theropodomorph»). Гипотеза не нашла поддержки среди профессиональных палеонтологов в связи с тем, что для обоснования этой идеи Ольшевски использовал признаки лонгисквамы, являющиеся спорными, либо не характерными для теропод в целом: «птицеподобный череп» (нехарактерный признак для базальных теропод), плотоядные зубы (плезиоморфный признак для челюстноротых), сросшиеся в вилочковую кость ключицы (спорный признак), относительно крупные передние конечности с пятипалой кистью (у тероподных динозавров на передней конечности сохраняются первый, второй и третий пальцы, при редукции четвёртого и пятого. Подобная особенность принципиальным образом отличает их от всех остальных динозавров и большинства тетрапод, у которых, в случае сокращения числа пальцев в лапе, редукция обычно захватывает крайние пальцы — первый и пятый), «пероподобные чешуйки» (спорный признак).
Не исключал возможность принадлежности вида к динозаврам и российский палеонтолог Е. Н. Курочкин. Это мнение основывалось на проведённом им тонком дополнительном препарировании шейных позвонков и плечевого пояса лонгисквамы и изучении деталей строения её черепа при помощи бинокулярного микроскопа высокой разрешающей способности с целью выявить маскируемые многочисленными трещинами швы между отдельными костями раздавленного черепа.
Наличие у лонгисквамы сросшихся в вилочковую кость ключиц является характерным для теропод признаком. Однако, по интерпретации Питерса (возможно, неверной), она, вероятно, имеет задневентральную вогнутость и слита на всём своём протяжении с грудиной, что полностью нехарактерно для анатомии теропод. Дополнительные признаки, будучи более плезиоморфными, чем у динозавров, включают в себя отсутствующее наружное нижнечелюстное окно, тип фиксации зубов в челюсти (независимо от типа зубной системы), межключицу (если она правильно идентифицирована у голотипа), короткий дельтопекторальный гребень, пять фаланг у четвёртого пальца кисти и четыре фаланги у пятого пальца. Таким образом, лонгисквама не может принадлежать к группе теропод и тем более не является динозавром.

### Предок птиц
Происхождение птиц долгое время остаётся предметом оживлённых дискуссий. За обозримый период времени было выдвинуто несколько научных версий происхождения и родственных связей птиц. В последние десятилетия, в связи с открытием многих видов древних птиц и оперённых динозавров-теропод большинство исследователей стало склоняться к теории, согласно которой птицы произошли от динозавров-теропод из группы манирапторов. Меньшее число учёных, среди которых американские палеонтологи Ларри Мартин (1943—2013) и Алан Федучча, придерживаются гипотезы о том, что птицы развивались от небольших арбореальных архозавров, таких как лонгисквама. Кладистический анализ и филогенетические исследования никогда не подтверждали данную альтернативную интерпретацию.
Впервые предположения о вероятных связях лонгисквамы с предком птиц были высказаны самим Шаровым, считавшим сросшиеся ключицы и удлинённые передние конечности птицеподобными признаками. Помимо вилочковой кости и чешуйчатых придатков, Ларри Мартин в 2004 году определил некоторые другие признаки схожести лонгисквамы с птицами: разделённое переднеглазничное окно (как отмечено в предыдущем разделе, на самом деле отсутствующее), треугольный череп (имеющийся также у целурозаврава (Coelurosauravus), Simiosaurs, птерозавров, большинства целурозавров и множества других таксонов), «расширенный череп» (спорный признак, даже если предполагаемый теменной гребень действительно является смещённой крышей черепа, поскольку его трёхмерное расположение доподлинно неизвестно, как и размеры самого эндокрана; признак также имеется у Megalancosaurus, птерозавров и целурозавров), удлинённая заглазничная кость (фактически укороченная у большинства птиц, даже у таких базальных форм, как археоптерикс с его более короткими ветральными ветвями заглазничной кости, более характерными для целурозавров), отсутствующие нижнечелюстные окна (признак варьируется у базальных птиц и почти всех не-архозавроморф), зубы с расширенными корнями (неподтверждённый признак), низко прикрепляющаяся к черепу шея (соответствует действительности, только если теменной гребень рассматривается как часть черепа; на самом деле этот признак не соответствует действительности у базальных птиц, таких, как археоптерикс), одинаковая ширина шейки и тела лопатки по всей длине (также присутствуют у неотеропод, Simosaurus, птерозавров и в меньшей степени у целурозавров), удлинённая кисть (также характерна для птерозавров, целурозавров и многих других), удлинённые предпоследние фаланги кисти (не соответствуют I пальцу и только гомологичны, по мнению Ларри Мартина, для IV пальца — признак также присутствует у целурозавров, Simosaurus, птерозавров и теропод) — и перьевые придатки.
Предполагаемые перьевые гомологи лонгисквамы породили целый ряд исследований. Так, Джонс впервые повторно описал эти придатки, а Фогт сделал их более точные описания на основании новых находок окаменелостей. Джонс описал некоторые сходства с перьями, использовав для этих структур термин Федуччи — перьевые придатки (англ. parafeather). При этом предполагаемые поперечные перегородки, гомологизированные, по версии Джонса, душке перьев птиц, фактически представляют собой поперечные гребни с обеих сторон средней доли перьевых придатков. Предполагаемые стенки очина, окружающие его, представляют собой переднюю и заднюю лопасти, в которых отсутствуют базальные гребни. Перьевые придатки же на своём дистальном конце имеют центральный стержень и окружающую лопасть. Их фактическое строение совсем другое. Вместо полого стержня и отдельных бородок, образующих опахало, у лонгисквамы имеется пара мембран, которые соединяются между собой по краям и содержат две продольные полоски дистально, так как задние полоски выходят перед лопастным расширением. Стержень является продолжением границы между передней и средней полосками (не является непрерывным с базальным очином, как это было определено Джонсом), а предполагаемые «бородки» никогда не отделяются даже на вершине перьевых придатков, часто слиты между собой и вместо этого представляют собой поперечные выступы в непрерывной мембране. Таким образом, сходство с перьями ограничено цилиндрическим и коническим основанием и базальной оболочкой. Хотя перьевидные придатки могут быть гомологичны перьям на уровне фолликула, они похожи только на перья первой стадии у Tianyulong confuciusi и базальных целурозавров, перья пситтакозавров или пикнофибры (перье- или волосоподобные волокна) птерозавров. Представления об эволюционных преобразованиях производных покровов тела на основе их морфологического строения во многом являются противоречивыми, так как не подтверждены фактическими данными о первоначальных и переходных формах, их морфогенезе, различиях биохимического состава предполагаемых гомологических структур и т. д. В последнее время большинство учёных приходит к выводу, что большинство кожных производных позвоночных не могут являться показателями эволюционного процесса, поскольку многие производные эволюционно не связаны, а всего лишь являются аналогичными новообразованиями (на уровне класса).
Лонгисквама не обладает общими признаками с птицами, которые не встречались бы у базальных целурозавров. Таким образом, она не может быть включена в группу тетануров на основании многочисленных признаков, в том числе: зубов верхней челюсти, сзади достигающих уровня края глазницы, наличия только восьми шейных позвонков, отсутствия удлинённых I и II запястных костей, наличия фаланг IV и V пальцев кисти — в дополнение к остальным отличиям от динозавров, которые были отмечены в предыдущем разделе.

### Предок птерозавров
Наиболее спорную теорию о эволюционных связях лонгисквамы высказал художник-профессионал и палеонтолог-любитель Дэвид Питерс, занимающийся в первую очередь вопросами происхождения и эволюции птерозавров и известный своими неординарными реконструкциями птерозавров и ряда других ископаемых животных. Им была разработана собственная методика изучения окаменелостей на основании рассмотрения при большом увеличении цифровых изображений в высоком разрешении уже имеющихся ископаемых остатков. Метод исследования был назван им DGS (англ. Digital Graphic Segregation, рус. цифровая графическая сегрегация). При использовании этого метода на уже хорошо изученных профессиональными палеонтологами образцах Петерс находил много деталей, которые, по его мнению, были упущены.
В случае голотипа лонгисквамы Питерс, по его мнению, смог определить «отсутствующие» на известной окаменелости хвост, пальцы, и даже зачатки крыльев, сходные с таковыми у птерозавров.
Выводы Питерса неоднократно критиковались профессиональными палеонтологами.